# Малье
Малье (итал. Maglie) — коммуна в Италии, располагается в регионе Апулия, в провинции Лечче.
Население составляет 15 055 человек (2008 г.), плотность населения составляет 685 чел./км². Занимает площадь 22 км². Почтовый индекс — 73024. Телефонный код — 0836.
Покровителями коммуны почитаются святитель Николай Мирликийский, празднование 9 мая (перенесение мощей), и четыре сопокровителя.

## Демография
Динамика населения:

## Известные уроженцы
- Моро, Альдо — государственный деятель Италии, председатель Совета министров Италии в 1963—1968 и 1974—1976 годах.
- Тома, Сальваторе — итальянский поэт.

## Администрация коммуны
- Официальный сайт: http://www.comune.maglie.le.it/